# Collegio di Tonbridge and Malling
Tonbridge and Malling è stato un collegio elettorale inglese situato nel Kent rappresentato alla camera dei Comuni del parlamento del Regno Unito. Eleggeva un membro del parlamento con il sistema maggioritario a turno unico; il collegio è stato abolito in occasione della revisione periodica del 2024, e sostituito da Tonbridge.

## Estensione
- 1974-1983: il distretto urbano di Tonbridge, il distretto rurale di Malling e parte del distretto rurale di Tonbridge.
- 1983-1997: il distretto di Tonbridge and Malling.
- 1997-2010: i ward del Borough di Tonbridge and Malling di Birling, Leybourne and Ryarsh, Borough Green, Cage Green, Castle, East Malling, East Peckham, Hadlow, Higham, Hildenborough, Ightham, Judd, Long Mill, Medway, Oast, Trench, Vauxhall, Wateringbury, West Malling, West Peckham and Mereworth e Wrotham e i ward del distretto di Sevenoaks di Edenbridge North, Edenbridge South, Leigh, Penshurst and Fordcombe e Somerden.
- 2010-2024: i ward del Borough of Tonbridge and Malling di Borough Green and Long Mill, Cage Green, Castle, Downs, East Malling, East Peckham and Golden Green, Hadlow, Mereworth and West Peckham, Higham, Hildenborough, Ightham, Judd, Kings Hill, Medway, Trench, Vauxhall, Wateringbury, West Malling and Leybourne e Wrotham e i ward del distretto di Sevenoaks di Cowden and Hever, Edenbridge North and East, Edenbridge South and West, Leigh and Chiddingstone Causeway e Penshurst, Fordcombe and Chiddingstone.

Il collegio si trovava nella parte occidentale della contea del Kent, nel Sud Est dell'Inghilterra, e comprendeva circa due terzi del borough di Tonbridge and Malling (la parte restante era nel collegio di Chatham and Aylesford), e parti del distretto di Sevenoaks.

## Membri del parlamento
| Elezione | Elezione      | Deputato         | Partito          |
| -------- | ------------- | ---------------- | ---------------- |
|          | Feb 1974      | John Stanley     | Conservatore     |
| 2015     | Tom Tugendhat |                  | Conservatore     |
|          | 2024          | Collegio abolito | Collegio abolito |

## Elezioni

### Elezioni negli anni 2010
| Partito                    | Partito                                   | Candidato                  | Risultati 8 giugno 2017 | Risultati 8 giugno 2017 |
| Partito                    | Partito                                   | Candidato                  | Voti                    | %                       |
| -------------------------- | ----------------------------------------- | -------------------------- | ----------------------- | ----------------------- |
|                            | Conservatore                              | Tom Tugendhat              | 35 784                  | 62,78                   |
|                            | Lib Dem                                   | Richard Morris             | 8 843                   | 15,51                   |
|                            | Laburista                                 | Dylan Jones                | 8 286                   | 14,54                   |
|                            | Verdi                                     | April Clark                | 4 090                   | 7,18                    |
|                            |                                           |                            |                         |                         |
| Iscritti                   | Iscritti                                  | Iscritti                   | 79 278                  | 100,00                  |
| ↳ Votanti (% su iscritti)  | ↳ Votanti (% su iscritti)                 | ↳ Votanti (% su iscritti)  | 57 003                  | 71,90                   |
| ↳ Astenuti (% su iscritti) | ↳ Astenuti (% su iscritti)                | ↳ Astenuti (% su iscritti) | 22 275                  | 28,10                   |
|                            |                                           |                            |                         |                         |
|                            | Esito: collegio confermato a Conservatore |                            |                         |                         |

| Partito                    | Partito                                   | Candidato                  | Risultati 8 giugno 2017 | Risultati 8 giugno 2017 |
| Partito                    | Partito                                   | Candidato                  | Voti                    | %                       |
| -------------------------- | ----------------------------------------- | -------------------------- | ----------------------- | ----------------------- |
|                            | Conservatore                              | Tom Tugendhat              | 36 218                  | 63,64                   |
|                            | Laburista                                 | Dylan Jones                | 12 710                  | 22,33                   |
|                            | Lib Dem                                   | Keith Miller               | 3 787                   | 6,65                    |
|                            | Verdi                                     | April Clark                | 2 335                   | 4,10                    |
|                            | UKIP                                      | Collin Bullen              | 1 857                   | 3,26                    |
|                            |                                           |                            |                         |                         |
| Iscritti                   | Iscritti                                  | Iscritti                   | 77 214                  | 100,00                  |
| ↳ Votanti (% su iscritti)  | ↳ Votanti (% su iscritti)                 | ↳ Votanti (% su iscritti)  | 56 907                  | 73,70                   |
| ↳ Astenuti (% su iscritti) | ↳ Astenuti (% su iscritti)                | ↳ Astenuti (% su iscritti) | 20 307                  | 26,30                   |
|                            |                                           |                            |                         |                         |
|                            | Esito: collegio confermato a Conservatore |                            |                         |                         |

| Partito                    | Partito                                   | Candidato                  | Risultati 7 maggio 2015 | Risultati 7 maggio 2015 |
| Partito                    | Partito                                   | Candidato                  | Voti                    | %                       |
| -------------------------- | ----------------------------------------- | -------------------------- | ----------------------- | ----------------------- |
|                            | Conservatore                              | Tom Tugendhat              | 31 887                  | 59,41                   |
|                            | UKIP                                      | Robert Izzard              | 8 153                   | 15,19                   |
|                            | Laburista                                 | Claire Leigh               | 7 604                   | 14,17                   |
|                            | Lib Dem                                   | Mary Varrall               | 3 660                   | 6,82                    |
|                            | Verdi                                     | Howard Porter              | 2 366                   | 4,41                    |
|                            |                                           |                            |                         |                         |
| Iscritti                   | Iscritti                                  | Iscritti                   | 72 723                  | 100,00                  |
| ↳ Votanti (% su iscritti)  | ↳ Votanti (% su iscritti)                 | ↳ Votanti (% su iscritti)  | 53 670                  | 73,80                   |
| ↳ Astenuti (% su iscritti) | ↳ Astenuti (% su iscritti)                | ↳ Astenuti (% su iscritti) | 19 053                  | 26,20                   |
|                            |                                           |                            |                         |                         |
|                            | Esito: collegio confermato a Conservatore |                            |                         |                         |

| Partito                    | Partito                                   | Candidato                  | Risultati 6 maggio 2010 | Risultati 6 maggio 2010 |
| Partito                    | Partito                                   | Candidato                  | Voti                    | %                       |
| -------------------------- | ----------------------------------------- | -------------------------- | ----------------------- | ----------------------- |
|                            | Conservatore                              | John Stanley               | 29 723                  | 57,92                   |
|                            | Lib Dem                                   | Elizabeth Simpson          | 11 545                  | 22,50                   |
|                            | Laburista                                 | Daniel Griffiths           | 6 476                   | 12,62                   |
|                            | UKIP                                      | David Waller               | 1 911                   | 3,72                    |
|                            | Verdi                                     | Steve Dawe                 | 764                     | 1,49                    |
|                            | Fronte Nazionale                          | Michael Easter             | 505                     | 0,98                    |
|                            | Democratici                               | Lisa Rogers                | 390                     | 0,76                    |
|                            |                                           |                            |                         |                         |
| Iscritti                   | Iscritti                                  | Iscritti                   | 71 767                  | 100,00                  |
| ↳ Votanti (% su iscritti)  | ↳ Votanti (% su iscritti)                 | ↳ Votanti (% su iscritti)  | 51 314                  | 71,50                   |
| ↳ Astenuti (% su iscritti) | ↳ Astenuti (% su iscritti)                | ↳ Astenuti (% su iscritti) | 20 453                  | 28,50                   |
|                            |                                           |                            |                         |                         |
|                            | Esito: collegio confermato a Conservatore |                            |                         |                         |

### Elezioni negli anni 2000
| Partito                    | Partito                                   | Candidato                  | Risultati 5 maggio 2005 | Risultati 5 maggio 2005 |
| Partito                    | Partito                                   | Candidato                  | Voti                    | %                       |
| -------------------------- | ----------------------------------------- | -------------------------- | ----------------------- | ----------------------- |
|                            | Conservatore                              | John Stanley               | 24 357                  | 52,88                   |
|                            | Laburista                                 | Victoria Hayman            | 11 005                  | 23,89                   |
|                            | Lib Dem                                   | John Barstow               | 8 980                   | 19,50                   |
|                            | UKIP                                      | Dave Waller                | 1 721                   | 3,74                    |
|                            |                                           |                            |                         |                         |
| Iscritti                   | Iscritti                                  | Iscritti                   | 68 444                  | 100,00                  |
| ↳ Votanti (% su iscritti)  | ↳ Votanti (% su iscritti)                 | ↳ Votanti (% su iscritti)  | 46 063                  | 67,30                   |
| ↳ Astenuti (% su iscritti) | ↳ Astenuti (% su iscritti)                | ↳ Astenuti (% su iscritti) | 22 381                  | 32,70                   |
|                            |                                           |                            |                         |                         |
|                            | Esito: collegio confermato a Conservatore |                            |                         |                         |

| Partito                    | Partito                                   | Candidato                  | Risultati 7 giugno 2001 | Risultati 7 giugno 2001 |
| Partito                    | Partito                                   | Candidato                  | Voti                    | %                       |
| -------------------------- | ----------------------------------------- | -------------------------- | ----------------------- | ----------------------- |
|                            | Conservatore                              | John Stanley               | 20 956                  | 49,38                   |
|                            | Laburista                                 | Victoria Hayman            | 12 706                  | 29,94                   |
|                            | Lib Dem                                   | Jean Canet                 | 7 605                   | 17,92                   |
|                            | UKIP                                      | Lynne Croucher             | 1 169                   | 2,75                    |
|                            |                                           |                            |                         |                         |
| Iscritti                   | Iscritti                                  | Iscritti                   | 65 996                  | 100,00                  |
| ↳ Votanti (% su iscritti)  | ↳ Votanti (% su iscritti)                 | ↳ Votanti (% su iscritti)  | 42 436                  | 64,30                   |
| ↳ Astenuti (% su iscritti) | ↳ Astenuti (% su iscritti)                | ↳ Astenuti (% su iscritti) | 23 560                  | 35,70                   |
|                            |                                           |                            |                         |                         |
|                            | Esito: collegio confermato a Conservatore |                            |                         |                         |

## Risultati dei referendum

### Referendum sulla permanenza del Regno Unito nell'Unione europea del 2016
|             | Collegio              | Lasciare UE % | Rimanere in UE % |
| ----------- | --------------------- | ------------- | ---------------- |
|             | Tonbridge and Malling | 52,5%         | 47,5%            |
| Inghilterra | 53,3%                 | 46,7%         |                  |
| Regno Unito | 51,9%                 | 48,1%         |                  |